# Зима начинается с Якутии
«Зима начинается с Якутии» — ежегодный фестиваль, проходящий в Якутии, посвященный зиме, вечной мерзлоте, сибирскому холоду и северному гостеприимству. Является одним из ключевых мероприятий событийного туризма в регионе, направлен на закрепление брендов, связанных с климатическими особенностями республики.

## История
Возникновение фестиваля относят к 2009 году, когда в Якутии впервые прошёл конкурс «Строганина», где определяли мастеров по строганию рыбы. Спустя два года, прошла акция «Зима начинается с Якутии», наконец в 2012 состоялся первый полноценный фестиваль. Его программа была значительно расширена: прошёл конкурс Снегурочек, творческий конкурс «Бриллиантовые нотки», прошли спортивные состязания. Кульминацией стала встреча Деда Мороза и якутского повелителя холода Чысхаана, на которой последний передал посох холода символу Нового года в России.
С 2014 года в рамках фестиваля «Зима начинается с Якутии» проходит гастрофестиваль «Вкус Якутии», в котором участвуют шеф-повара ресторанов Якутска. Фестиваль, по задумке организаторов, должен развивать еще одно направление туризма: гастротуризм. Туристам предлагается ознакомиться с блюдами якутской кухни: кумысом, строганиной, салатом «Индигирка», различными блюдами из жеребятины.
В настоящее время фестиваль «Зима начинается с Якутии» является одной из визитных карточек республики, продвигает обмен культурными традициями народов Якутии, продвижение самобытной культуры и традиций народов Севера.
В 2016 году фестиваль «Зима начинается в Якутии» стал победителем национальной премии «Russian Event Awards» в номинации «Туристическое событие по популяризации народных традиций и промыслов», гастрономический фестиваль «Вкус Якутии» стал победителем в номинации «Туристическое событие в области гастрономического туризма», фестиваль «Бриллиантовые нотки» победил в номинации «Детское туристическое событие».
В 2020 году из-за пандемии коронавирусной инфекции фестиваль пройдёт в онлайн формате. Организаторы надеются, что онлайн трансляции позволят увеличить охват участников и гостей, всего запланировано более 40 мероприятий.

## Программа
Для жителей и гостей Якутии во время фестиваля организуются конкурсы, ярмарки, спортивные соревнования. Традиционно именно на фестивале «Зима начинается с Якутии» зажигают первую новогоднюю ёлку в России. На торжественной церемонии якутский властелин холода Чысхаан передает всероссийскому Деду Морозу символ холода, привезенный из «полюса холода» — Оймякона.
Каждый год фестиваль «Зима начинается с Якутии» открывается конкурсом «Строганина», участники соревнуются на скорость строгания, красоту укладки рыбы. На гастрономическом фестивале «Вкус Якутии» гости могут продегустировать повседневные, праздничные и обрядовые блюда блюда якутской кухни, народов Сибири, Арктики и Дал. Представлены блюда из оленины, говядины, жеребятины, традиционные блюда из рыбы и строганина. В работе фестиваля участвуют эксперты Федерации рестораторов России.
Одним из центральных мероприятий фестиваля является творческий конкурс ледовых и снежных фигур «Бриллианты Якутии». Так как все ледяные фигуры изготавливаются на открытом воздухе, то этот конкурс является и одним из самых экстремальных мероприятий фестиваля. Конкурс привлекает в том числе и иностранных участников, так в 2017 году в состязании принимала участие 31 команда из Якутии, Чувашии, Башкирии, Санкт-Петербурга, Московской области, а также Белоруссии, Китая, Монголии, Франции, Эстонии и Нидерландов. Работы оценивает жюри из представителей Союза художников России и Союза художников Якутии, мастеров международного уровня, а также профессиональных художников и скульпторов.
Также в рамках фестиваля проходит модный показ Arctic Fashion Show, на котором представляют свои коллекции как именитые, так и начинающие дизайнеры республики. Организатором выступает Арктический государственный институт культуры и искусств, его цель — показать Якутию в качестве региона с уникальным стилем и видением одежды, которая может пользоваться успехом и в других регионах страны. С 2018 года в программу входит якутская меховая ярмарка «Тепло в Якутии». Проходит конкурс красоты «Снежная краса».
Для детей проводится конкурс «Бриллиантовые Нотки», в котором принимают участие тысячи ребят, воспитанников детских садов республики, которые выступают с песнями, танцами и театральными представлениями. На соревнованиях по северному многоборью «Игры народов Севера» желающие состязаются в таких дисциплина как метание аркана, прыжки через нарты, стрельба из лазерной винтовки и перетаскивание мешка с рыбой. Организуется заплыв «моржей», соревнования по подледной рыбалке.
Также в программе фестиваля различные выставки и мастер-классы, мультимедийные театрализованные представления.